# Rebergues
Rebergues è un comune francese di 238 abitanti situato nel dipartimento del Passo di Calais nella regione dell'Alta Francia.
Il territorio comunale è bagnato dal fiume Hem.

## Società

### Evoluzione demografica
Abitanti censiti